# Дионска гробница I
Дионската гробница (на гръцки: Μακεδονικός Τάφος Δίου) е погребално съоръжение от древномакедонската епоха, разположено в античния македонски град Дион, Гърция.
Гробницата е разположена извън стените на града в гробищата, веднага след западната порта. Разкрита е в 1929 година. Дорийската фасада е измазана с бяла щукатура и е украсена с триглифи и метопи. Входът, вместо с двойна врата, е бил запечатан с масивни каменни варовикови блокове. Преддверието е отделено от погребалната камера с мраморна врата, разположена между йонийски полуколони. В камерата има голям мраморен постамент. Сводът на вътрешната камера, измазан с бяла щукатура и изписан с декоративни ленти от процесии с лъвове в източен стил, а острани е имало плетеница от цветя и листа. Постаментът също е бил изписан с геометрични фигури и палмети, както и със сцена от кавалерийска битка.